# Sender Gera-Ronneburg
Der Sender Gera-Ronneburg ist eine Rundfunk- und Fernmeldeanlage in der Nähe von Rückersdorf (Thüringen) die seit 1994 von der Deutsche Funkturm, eine Tochtergesellschaft der Deutschen Telekom, betrieben wird. Der 163 m hohe Sendemast wird unter anderem für UKW und DAB verwendet. Zudem dient dieser auch für Mobilfunk und Richtfunk. Bis zur Umstellung auf DVB-T im Jahre 2007, betrug die Gesamthöhe des Masts 175 m.

## Frequenzen und Programme

### Analoges Radio (UKW)
Beim Antennendiagramm sind im Falle gerichteter Strahlung die Hauptstrahlrichtungen in Grad angegeben. In UKW werden folgende Programme ausgestrahlt:
| Frequenz (MHz) | Programm              | RDS PS             | RDS PI                | Regionalisierung | ERP (kW) | Antennendiagramm rund (ND), gerichtet (D) | Polarisation horizontal (H)/vertikal (V) |
| -------------- | --------------------- | ------------------ | --------------------- | ---------------- | -------- | ----------------------------------------- | ---------------------------------------- |
| 94,9           | Landeswelle Thüringen | LANDESW., LW_OST__ | D3F9, D5F9 (regional) | Ost              | 3        | ND                                        | H                                        |
| 97,8           | MDR Thüringen         | MDR_THUE           | D5F1                  | Gera             | 10       | D (250°-220°)                             | H                                        |
| 100,9          | MDR Jump              | MDR_JUMP           | D3C2                  | –                | 20       | D (190°-130°)                             | H                                        |
| 102,5          | Antenne Thüringen     | ANT.THUE, AT-OST__ | D3F8, D8F8 (regional) | Ost              | 30       | D (130°-60°, 90°-100°)                    | H                                        |
| 103,9          | MDR Kultur            | MDR_KULT           | D3C3                  | –                | 30       | D (310°-0°, 30°-70°, 110°-280°)           | H                                        |

### Digitales Radio (DAB)
Seit 4. Januar 2010 wurde von dem Sender digitales Radio (DAB) ausgestrahlt. Die Ausstrahlung des Nachfolgestandarts DAB+ erfolgt nur noch vom Sender Gera-Langenberg.
| \| Block \| Programme (Datendienste) \| ERP (kW) \| Antennen- diagramm rund (ND), gerichtet (D) \| Polarisation horizontal (H)/ vertikal (V) \| \| ----------------------- \| ------------------------------------------------------------------------------------------------------------------------------------------------------------------------------------------------------------------------------------------------------------------------------------------------------------------------------------------------------------------------------------------------------------------------------- \| -------- \| ------------------------------------------- \| ----------------------------------------- \| \| 12B K12 Thue (D__00015) \| - Deutschlandfunk (128 kbps) - Deutschlandradio Kultur (128 kbps) - DRadio Wissen (64 kbps, Mono) - Dokumente und Debatten (48 kbps, Mono) - MDR Jump (DAB+, 88 kbps) - MDR Kultur (DAB+, 88 kbps) - MDR Sputnik (DAB+, 88 kbps) - MDR Aktuell (DAB+, 72 kbps) - MDR Klassik (DAB+, 96 kbps) - MDR Thüringen – Das Radio (Erfurt) (DAB+, 88 kbps) - MDR Thüringen – Das Radio (Gera) (DAB+, 88 kbps) - ERF Plus (DAB+, 72 kbps) \| 2 \| D \| V \| | |          |                                             |                                           |
| Block | Programme (Datendienste) | ERP (kW) | Antennen- diagramm rund (ND), gerichtet (D) | Polarisation horizontal (H)/ vertikal (V) |
| 12B K12 Thue (D__00015) | - Deutschlandfunk (128 kbps) - Deutschlandradio Kultur (128 kbps) - DRadio Wissen (64 kbps, Mono) - Dokumente und Debatten (48 kbps, Mono) - MDR Jump (DAB+, 88 kbps) - MDR Kultur (DAB+, 88 kbps) - MDR Sputnik (DAB+, 88 kbps) - MDR Aktuell (DAB+, 72 kbps) - MDR Klassik (DAB+, 96 kbps) - MDR Thüringen – Das Radio (Erfurt) (DAB+, 88 kbps) - MDR Thüringen – Das Radio (Gera) (DAB+, 88 kbps) - ERF Plus (DAB+, 72 kbps) | 2        | D                                           | V                                         |

### Analoges Fernsehen
Bis zur Umstellung auf DVB-T wurden folgende Programme in analogem PAL gesendet:
| Kanal | Frequenz (MHz) | Programm                  | ERP (kW) | Sendediagramm rund (ND)/ gerichtet (D) | Polarisation horizontal (H)/ vertikal (V) |
| ----- | -------------- | ------------------------- | -------- | -------------------------------------- | ----------------------------------------- |
| 25    | 503,25         | MDR Fernsehen (Thüringen) | 25       | D                                      | H                                         |
| 59    | 775,25         | Das Erste (MDR)           | 25       | D                                      | H                                         |